# Démonpofa (film)
A Démonpofa (eredeti címén Rumpelstiltskin) egy 1995-ben bemutatott amerikai horrorfilm Mark Jones rendezésében.

## Történet
|  | Alább a cselekmény részletei következnek! |

Rumpeltstilskin a démoni teremtmény egy kőbe zárva várja, hogy valaki feloldja 1000 éves átkát, és újra életre keltse. A lelketlen törpét csupán egy könnycsepp és egy kívánság hozhatja vissza a valóságba. Shelly miután elvesztette férjét, megvásárolja a szobrot, ám semmit sem tud annak eredetéről. Az üzlet tulajdonosnője figyelmezteti őt, de Shelly ennek ellenére haza viszi, és egy ártatlan mondatával megtöri a több száz éves átkot. Rumpeltstilskin megelevenedik előtte, és gyermekének lelkét akarja mindenáron. Shelly és Max, a különc műsorvezető együttes erővel próbálják megmenteni a kis Johnnyt az undorító lény markából, ám egy démont nem lehet csak úgy elpusztítani, ismerni kell a megfelelő módszert, és a varázsigét is.

## Szereplők
| Karakter           | Színész             | Magyar hang (1. változat) | Magyar hang (2. változat) |
| ------------------ | ------------------- | ------------------------- | ------------------------- |
| Rumpelstiltskin    | Max Grodénchik      | Harsányi Gábor            | Pálfai Péter              |
| Shelley Stewart    | Kim Johnston Ulrich | Spilák Klára              | Csondor Kata              |
| Max Bergman        | Tommy Blaze         | Széles László             | Barát Attila              |
| Hildy              | Allyce Beasley      | Kocsis Mariann            | Szabó Gertrúd             |
| Matilda            | Vera Lockwood       | Győri Ilona               | Némedi Mari               |
| Russell Stewart    | Jay Pickett         | Tímár Andor               | Bordás János              |
| John McCabe        | Sherman Augustus    | Juhász György             | Vári Attila               |
| Nedda              | Valerie Wildman     | Antal Olga                |                           |
| Ben Smith detektív | Jack McGee          | Szalai Imre               | Kardos Gábor              |
| Magas férfi        | Mark Holton         |                           |                           |
| Anya a folyónál    | Donna Barnes        |                           |                           |
| Fiatal anya        | Marsha Dietlein     |                           |                           |
| Joe járőr          | Ben Marley          | Földi Tamás               |                           |
| Cigány nő          | Elmarie Wendel      | Czigány Judit             |                           |
| Kislány a folyónál | Rachel Duncan       | Molnár Ilona              |                           |
| Anzinger doktor    | Robert Harvey       | Beratin Gábor             |                           |
| Seriff             | Eric Lawson         | Varga Tamás               |                           |
| Női járőr          | Judith Drake        | Némedi Mari               |                           |
| Motoros            | Ted Haler           | Albert Péter              |                           |
| Barnes járőr       | Don Dowe            | Pálfai Péter              |                           |
| Autótolvaj         | Ousaun Elam         | Földi Tamás               |                           |
| Marley járőr       | Patrick Massett     | Wohlmuth István           |                           |